# Курналя-да-Льобрегат
Курналя́-да-Любрага́т (кат. Cornellà de Llobregat, вимова літературною каталанською [kuɾnə'ʎa də ʎubɾə'ɣat]) - муніципалітет, розташований в Автономній області Каталонія, в Іспанії. Код муніципалітету за номенклатурою Інституту статистики Каталонії - 80734. Знаходиться у районі (кумарці) Баш-Любрагат (коди району - 11 та BT) провінції Барселона, згідно з новою адміністративною реформою перебуватиме у складі баґарії (округи) Барселона. За кількістю населення у 2007 р. місто займало 12 місце серед муніципалітетів Каталонії.

## Назва муніципалітету
Назва муніципалітету походить від лат. Cornelius (власне ім'я). Слово Llobregat (назва річки) походить від лат. Rubricatu, що, можливо, у свою чергу походить з баскійської мови.

## Населення
Населення міста (у 2007 р.) становить 84.477 осіб (з них менше 14 років - 14,2%, від 15 до 64 - 68,8%, понад 65 років - 17,0%). У 2006 р. народжуваність склала 903 особи, смертність - 634 особи, зареєстровано 273 шлюби. У 2001 р. активне населення становило 40.004 особи, з них безробітних - 4.712 осіб.

Серед осіб, які проживали на території міста у 2001 р., 42.305 народилися в Каталонії (з них 16.578 осіб у тому самому районі, або кумарці), 32.976 осіб приїхало з інших областей Іспанії, а 4.698 осіб приїхало з-за кордону. 

Вищу освіту має 9,3% усього населення. 

У 2001 р. нараховувалося 28.891 домогосподарство (з них 17,5% складалися з однієї особи, 29,0% з двох осіб,25,0% з 3 осіб, 20,8% з 4 осіб, 5,3% з 5 осіб, 1,5% з 6 осіб, 0,4% з 7 осіб, 0,2% з 8 осіб і 0,2% з 9 і більше осіб).

Активне населення міста у 2001 р. працювало у таких сферах діяльності : у сільському господарстві - 0,4%, у промисловості - 28,6%, на будівництві - 10,8% і у сфері обслуговування - 60,1%. 

 У муніципалітеті або у власному районі (кумарці) працює 27.751 особа, поза районом - 25.442 особи.

### Доходи населення
У 2002 р. доходи населення розподілялися таким чином :
| \| Доходи населення за статтями доходів \| Доходи населення за статтями доходів \| Доходи населення за статтями доходів \| \| Рік \| 2002 р. \| 2001 р. \| \| ------------------------------------ \| ------------------------------------ \| ------------------------------------ \| \| Заробітна платня \| 65,1% \| 66,8% \| \| Доходи від ведення бізнесу \| 15% \| 14,7% \| \| Соціальна допомога \| 19,8% \| 18,5% \| |         |         |
| Доходи населення за статтями доходів |         |         |
| Рік | 2002 р. | 2001 р. |
| Заробітна платня | 65,1%   | 66,8%   |
| Доходи від ведення бізнесу | 15%     | 14,7%   |
| Соціальна допомога | 19,8%   | 18,5%   |

### Безробіття
У 2007 р. нараховувалося 3.092 безробітних (у 2006 р. - 3.356 безробітних), з них чоловіки становили 43,5%, а жінки - 56,5%.

## Економіка
У 1996 р. валовий внутрішній продукт розподілявся по сферах діяльності таким чином :
| \| Валовий внутрішній продукт \| Валовий внутрішній продукт \| Валовий внутрішній продукт \| \| Рік \| 1996 р. \| 1991 р. \| \| -------------------------- \| -------------------------- \| -------------------------- \| \| Сільське господарство \| 0% \| 0% \| \| Промисловість \| 27,2% \| 0% \| \| Будівництво \| 7,6% \| 0% \| \| Послуги \| 65,1% \| 0% \| |         |         |
| Валовий внутрішній продукт |         |         |
| Рік | 1996 р. | 1991 р. |
| Сільське господарство | 0%      | 0%      |
| Промисловість | 27,2%   | 0%      |
| Будівництво | 7,6%    | 0%      |
| Послуги | 65,1%   | 0%      |

### Підприємства міста

#### Промислові підприємства
| \| Промислові підприємства міста, за сферою діяльності \| Промислові підприємства міста, за сферою діяльності \| Промислові підприємства міста, за сферою діяльності \| \| Рік \| 2002 р. \| 2001 р. \| \| --------------------------------------------------- \| --------------------------------------------------- \| --------------------------------------------------- \| \| Енергетичні та водні ресурси \| 0,2% \| 0,2% \| \| Хімія та метали \| 5,5% \| 5,5% \| \| Переробка металів \| 46,5% \| 46,5% \| \| Продукти харчування \| 4,3% \| 4,3% \| \| Текстиль \| 10,2% \| 10,2% \| \| Виробництво меблів, видання \| 21,5% \| 21,5% \| \| Інше \| 11,8% \| 11,8% \| \| Усього підприємств \| 650 \| 650 \| |         |         |
| Промислові підприємства міста, за сферою діяльності |         |         |
| Рік | 2002 р. | 2001 р. |
| Енергетичні та водні ресурси | 0,2%    | 0,2%    |
| Хімія та метали | 5,5%    | 5,5%    |
| Переробка металів | 46,5%   | 46,5%   |
| Продукти харчування | 4,3%    | 4,3%    |
| Текстиль | 10,2%   | 10,2%   |
| Виробництво меблів, видання | 21,5%   | 21,5%   |
| Інше | 11,8%   | 11,8%   |
| Усього підприємств | 650     | 650     |

#### Роздрібна торгівля
| \| Підприємства роздрібної торгівлі міста, за сферою діяльності \| Підприємства роздрібної торгівлі міста, за сферою діяльності \| Підприємства роздрібної торгівлі міста, за сферою діяльності \| \| Рік \| 2002 р. \| 2001 р. \| \| ------------------------------------------------------------ \| ------------------------------------------------------------ \| ------------------------------------------------------------ \| \| Продукти харчування \| 32,7% \| 32,7% \| \| Одяг та взуття \| 20,7% \| 20,8% \| \| Товари для дому \| 13,3% \| 13,4% \| \| Книги та періодичні видання \| 3,9% \| 3,9% \| \| Промислова хімічна продукція \| 9,4% \| 9,4% \| \| Продукція, пов'язана з транспортними засобами \| 3,7% \| 3,7% \| \| Інше \| 16,2% \| 16,2% \| \| Усього підприємств \| 1.379 \| 1.378 \| |         |         |
| Підприємства роздрібної торгівлі міста, за сферою діяльності |         |         |
| Рік | 2002 р. | 2001 р. |
| Продукти харчування | 32,7%   | 32,7%   |
| Одяг та взуття | 20,7%   | 20,8%   |
| Товари для дому | 13,3%   | 13,4%   |
| Книги та періодичні видання | 3,9%    | 3,9%    |
| Промислова хімічна продукція | 9,4%    | 9,4%    |
| Продукція, пов'язана з транспортними засобами | 3,7%    | 3,7%    |
| Інше | 16,2%   | 16,2%   |
| Усього підприємств | 1.379   | 1.378   |

#### Сфера послуг
| \| Підприємства міста, що працюють у сфері послуг, за діяльністю \| Підприємства міста, що працюють у сфері послуг, за діяльністю \| Підприємства міста, що працюють у сфері послуг, за діяльністю \| \| Рік \| 2002 р. \| 2001 р. \| \| ------------------------------------------------------------- \| ------------------------------------------------------------- \| ------------------------------------------------------------- \| \| Гуртова торгівля \| 15,2% \| 15,2% \| \| Готелі та готельний бізнес \| 18,3% \| 18,3% \| \| Транспорт та зв'язок \| 27,9% \| 27,9% \| \| Посередницькі фінансові послуги \| 3,3% \| 3,3% \| \| Послуги підприємствам \| 6,4% \| 6,4% \| \| Послуги фізичним особам \| 21,3% \| 21,3% \| \| Нерухомість та ін. \| 7,6% \| 7,6% \| \| Усього підприємств \| 2.821 \| 2.822 \| |         |         |
| Підприємства міста, що працюють у сфері послуг, за діяльністю |         |         |
| Рік | 2002 р. | 2001 р. |
| Гуртова торгівля | 15,2%   | 15,2%   |
| Готелі та готельний бізнес | 18,3%   | 18,3%   |
| Транспорт та зв'язок | 27,9%   | 27,9%   |
| Посередницькі фінансові послуги | 3,3%    | 3,3%    |
| Послуги підприємствам | 6,4%    | 6,4%    |
| Послуги фізичним особам | 21,3%   | 21,3%   |
| Нерухомість та ін. | 7,6%    | 7,6%    |
| Усього підприємств | 2.821   | 2.822   |

## Житловий фонд
У 2001 р. 23,3% усіх родин (домогосподарств) мали житло метражем до 59 м2, 59,9% - від 60 до 89 м2, 14,7% - від 90 до 119 м2 і
2,0% - понад 120 м2.

З усіх будівель у 2001 р. 22,4% було одноповерховими, 19,7% - двоповерховими, 12,4
% - триповерховими, 14,6% - чотириповерховими, 16,0% - п'ятиповерховими, 8,3% - шестиповерховими,
1,4% - семиповерховими, 5,2% - з вісьмома та більше поверхами.

## Автопарк
| \| Автомобілі, зареєстровані у місті, за призначенням \| Автомобілі, зареєстровані у місті, за призначенням \| Автомобілі, зареєстровані у місті, за призначенням \| \| Рік \| 2006 р. \| 2005 р. \| \| -------------------------------------------------- \| -------------------------------------------------- \| -------------------------------------------------- \| \| Приватні автомобілі \| 72,4% \| 73,1% \| \| Мотоцикли \| 9,7% \| 9,0% \| \| Вантажівки \| 15,0% \| 15,0% \| \| Трактори \| 0,4% \| 0,4% \| \| Автобуси та ін. \| 2,6% \| 2,5% \| \| Усього автомобілів \| 45.859 шт. \| 44.002 шт. \| |            |            |
| Автомобілі, зареєстровані у місті, за призначенням |            |            |
| Рік | 2006 р.    | 2005 р.    |
| Приватні автомобілі | 72,4%      | 73,1%      |
| Мотоцикли | 9,7%       | 9,0%       |
| Вантажівки | 15,0%      | 15,0%      |
| Трактори | 0,4%       | 0,4%       |
| Автобуси та ін. | 2,6%       | 2,5%       |
| Усього автомобілів | 45.859 шт. | 44.002 шт. |

## Вживання каталанської мови
У 2001 р. каталанську мову у місті розуміли 88,6% усього населення (у 1996 р. - 87,0%), вміли говорити нею 57,0% (у 1996 р. - 
53,7%), вміли читати 60,2% (у 1996 р. - 54,2%), вміли писати 36,4
% (у 1996 р. - 32,4%). Не розуміли каталанської мови 11,4%.

## Політичні уподобання
У виборах до Парламенту Каталонії у 2006 р. взяло участь 34.210 осіб (у 2003 р. - 38.298 осіб). Голоси за політичні сили розподілилися таким чином:
| \| Вибори до Парламенту Каталонії \| Вибори до Парламенту Каталонії \| Вибори до Парламенту Каталонії \| \| Рік \| 2006 р. \| 2003 р. \| \| -------------------------------------- \| ------------------------------ \| ------------------------------ \| \| Конвергенція та Єднання (CiU) \| 15,7% \| 15,8% \| \| Соціалістична партія Каталонії (PSC) \| 48,5% \| 49,2% \| \| Народна партія (PP) \| 11,3% \| 13,4% \| \| Ініціатива за Каталонію — Зелені (ICV) \| 10,6% \| 11,0% \| \| Республіканська лівиця Каталонії (ERC) \| 6,6% \| 8,9% \| \| Громадяни — Громадянська партія (C's) \| 4,9% \| 0,0% \| \| Інші \| 2,4% \| 1,7% \| |         |         |
| Вибори до Парламенту Каталонії |         |         |
| Рік | 2006 р. | 2003 р. |
| Конвергенція та Єднання (CiU) | 15,7%   | 15,8%   |
| Соціалістична партія Каталонії (PSC) | 48,5%   | 49,2%   |
| Народна партія (PP) | 11,3%   | 13,4%   |
| Ініціатива за Каталонію — Зелені (ICV) | 10,6%   | 11,0%   |
| Республіканська лівиця Каталонії (ERC) | 6,6%    | 8,9%    |
| Громадяни — Громадянська партія (C's) | 4,9%    | 0,0%    |
| Інші | 2,4%    | 1,7%    |

У муніципальних виборах у 2007 р. взяло участь 30.031 особа (у 2003 р. - 37.148 осіб). Голоси за політичні сили розподілилися таким чином:
| \| Муніципальні вибори \| Муніципальні вибори \| Муніципальні вибори \| \| Рік \| 2007 р. \| 2003 р. \| \| -------------------------------------- \| ------------------- \| ------------------- \| \| Конвергенція та Єднання (CiU) \| 7,1% \| 7,2% \| \| Соціалістична партія Каталонії (PSC) \| 58,0% \| 53,3% \| \| Народна партія (PP) \| 12,7% \| 13,9% \| \| Ініціатива за Каталонію — Зелені (ICV) \| 11,7% \| 16,2% \| \| Республіканська лівиця Каталонії (ERC) \| 5,8% \| 9,4% \| \| Громадяни — Громадянська партія (C's) \| 0% \| 0% \| \| Інші \| 4,6% \| 0,0% \| |         |         |
| Муніципальні вибори |         |         |
| Рік | 2007 р. | 2003 р. |
| Конвергенція та Єднання (CiU) | 7,1%    | 7,2%    |
| Соціалістична партія Каталонії (PSC) | 58,0%   | 53,3%   |
| Народна партія (PP) | 12,7%   | 13,9%   |
| Ініціатива за Каталонію — Зелені (ICV) | 11,7%   | 16,2%   |
| Республіканська лівиця Каталонії (ERC) | 5,8%    | 9,4%    |
| Громадяни — Громадянська партія (C's) | 0%      | 0%      |
| Інші | 4,6%    | 0,0%    |

## Знамениті уродженці та жителі
- Марина Салас - іспанська актриса
- Рейес Естевес - іспанський легкоатлет
- Адріан Родрігес - іспанський співак та актор